# 스다하치만 신사 인물화상경

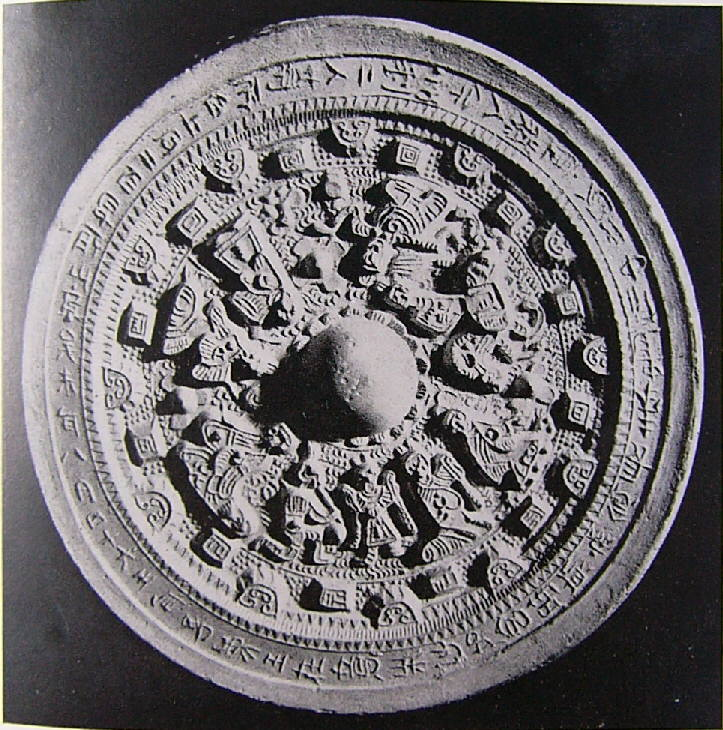
스다하치만 동경

스다하치만 신사 인물화상경(일본어: 隅田八幡神社人物画像鏡)은 와카야마현 하시모토시에 소재하는 스다하치만 신사에 있는 5~6세기경 제작된 청동 거울이다. 거울에 48글자의 글씨가 새겨져 있는데 이는 일본 고대사, 고고학, 일본어 연구에 중요한 자료이다. 일본의 국보로 지정되어 있다.

## 명문
거울에는 
| “ | 癸未年八月日十大王年男弟王在意柴沙加宮時斯麻念長寿遣開中費直穢人今州利二人等取白上同二百旱作此竟. 계미년(503년) 8월 10일 대왕의 연간에 남동생인 왕을 위하여 인판궁(忍坂宮)에 있을 때 사마께서 아우님의 장수를 염원하여 보내주는 것이다. 개중비직과 예인 금주리 등 두 사람을 보내어 최고급 구리쇠 200한으로 이 거울을 만들었도다. | ” |
|   | — 김운회 번역 |   |

라는 명문이 새겨져 있다.
이 명문을 토대로 김운회는 무령왕과 게이타이 천황이 친형제라고 추정한다.
무령왕릉에서 출토된 무령왕릉 거울과 닌도쿠 천황의 거울, 그리고 게이타이 천황이 가진 거울의 모양이 유사하다. 부여 계통의 나라에서는 금동 거울은 왕을 상징한다.

## 같이 보기
- 유물
  - 칠지도
- 인물
  - 왜5왕